# Estación de Bellavista
Bellavista es un apeadero ferroviario situado en el barrio homónimo de Bellavista en la ciudad española de Sevilla. Forma parte de las líneas C-1 y C-5 de Cercanías Sevilla, operadas por Renfe. Dispone además de servicios de Media Distancia.

## Situación ferroviaria
Se encuentra en el punto kilométrico 8,5 de la línea férrea de ancho ibérico Alcázar de San Juan-Cádiz. El kilometraje toma como punto de partida la antigua estación de San Bernardo cabecera histórica de la línea Sevilla-Cádiz posteriormente integrada por Adif en la ya mencionada línea Alcázar de San Juan-Cádiz. El tramo es de vía doble y está electrificado.

## La estación
Fue inaugurada a finales de 1998 para dar servicio a cerca de los 20 000 vecinos del barrio en el que se encuentra. Dispone de dos andenes laterales cubiertos a los que acceden dos vías. Supuso una inversión de 146 millones de pesetas.
Aunque la estación se realizó para ser accesible para personas de movilidad reducida mediante montacargas para cambiar de andén reservado para personas de movilidad reducida, estos mismos se encuentran averiados desde hace años.
Cabe añadir que recientemente han mejorado la accesibilidad y seguridad de la instalación, dotándola de ascensores panorámicos y el andén lo han dotado de paneles podotactiles y una banda luminosa que avisa cuando se aproxima un tren

## Servicios ferroviarios

### Media Distancia
Algunos trenes MD que cubren la línea 67 de los servicios de Media Distancia de Renfe tienen parada en la estación. Si bien la línea une Sevilla con Málaga el servicio prestado en Bellavista solo alcanza Osuna. Se realiza en ambos sentidos de lunes a viernes. 
| Línea MD | Trenes | Origen/Destino |  | Destino/Origen |
| -------- | ------ | -------------- |  | -------------- |
| 67       | MD     | Sevilla        |  | Osuna          |

### Cercanías
Forma parte de las líneas C-1 y C-5 de la red de Cercanías Sevilla. La línea C-1 es la que mayor frecuencia tiene con trenes cada 20-30 minutos mientras que la C-5 solo tiene algunos trenes diarios con paso por la estación. En general, el trayecto entre Bellavista y el centro de Sevilla se realiza en 10 minutos.
| procedencia/destino | < estación           | Línea | estación >   | destino/procedencia |
| ------------------- | -------------------- | ----- | ------------ | ------------------- |
| Lora del Río        | Jardines de Hércules |       | Dos Hermanas | UtreraLebrija       |
| Benacazón           | Jardines de Hércules |       | Dos Hermanas | Dos Hermanas        |